# Thrasops flavigularis
Thrasops flavigularis là một loài rắn trong họ Rắn nước. Loài này được Hallowell mô tả khoa học đầu tiên năm 1852.